# Les Griffin
Production
Diffusion
Les Griffin (Family Guy) est une série télévisée d'animation américaine, créée par Seth MacFarlane et David Zuckerman, produite par 20th Television et diffusée depuis le 31 janvier 1999 sur le réseau Fox, et au Canada sur le réseau Global pour les treize premières saisons, puis sur Citytv pour les saisons quatorze à dix-neuf. La série est largement inspirée des courts-métrages d'animation The Life of Larry créé, écrit et réalisé par MacFarlane comme sujet de thèse pendant ses études à l'École de design de Rhode Island et de Larry & Steve.
La série est, après Les Simpson et à ce jour, la seconde plus ancienne série télévisée du réseau Fox. Elle est nommée douze fois aux Primetime Emmy Awards, onze fois aux Annie Awards et primée trois fois dans chaque prix. La série est également nommée au Primetime Emmy Award du meilleur scénario pour une émission de divertissement, ce qui n'était pas arrivé pour un film d'animation depuis 1961 pour Les Pierrafeu  au Québec ou La famille Pierrafeu en France (The Flintstones). En 2013, TV Guide classe la série à la neuvième place des meilleures séries d'animation de tous les temps. Bien que l'ensemble de la série soit très satirique, Les Griffin fait cependant l'objet de critiques, notamment pour des intrigues et des stéréotypes de personnages et de la Violence aux allégations de racisme, d'homophobie et de sexisme.
De nombreux produits dérivés sont commercialisés dont, entre autres en 2005, L'Incroyable Histoire de Stewie Griffin en édition spéciale DTV, Les Griffin à Vegas et une bande-son au format DVD regroupant les musiques de la série ainsi que d'autres morceaux coécrits par MacFarlane et Walter Murphy. En 2006 puis en 2007, paraissent respectivement un jeu vidéo puis un flipper. Depuis 2005, Harper Adult a publié six livres, en 2010 paraît Laugh It Up, Fuzzball: The Family Guy Trilogy, une parodie de la Première trilogie de Star Wars. Par la suite, entre le 27 septembre 2009 et le 19 mai 2013, The Cleveland Show, une série dérivée dont le personnage principal est Cleveland Brown, est diffusée aux États-Unis.
En 2023, la série compte 410 épisodes diffusés. Le 26 janvier 2023, Fox renouvelle la série jusqu'à la vingt-troisième saison. Le 21 novembre 2023, Fox annonce que la suite de la série sera diffusée le 6 mars 2024.

## Personnages
La série se centre sur les aventures de la famille de Peter, un col bleu bedonnant. Peter est un alcoolique américain et catholique aux origines irlandaises s'exprimant, dans la version originale, avec un accent du Rhode Island et du Massachusetts. Son épouse Loïs est mère au foyer et professeur de piano, membre d'une famille aisée, les Pewterschmidt, s'exprimant, dans la version originale, avec un accent de Nouvelle-Angleterre. Peter et Loïs sont parents de trois enfants : Meg, leur fille adolescente, socialement rejetée à l'école, et constamment ridiculisée ou ignorée par sa famille ; Chris, leur fils adolescent, en surpoids, mentalement instable et similaire à son père sous certains aspects ; et Stewie, leur bébé diabolique à l'orientation sexuelle ambiguë s'exprimant d'une manière atypique comme un adulte. À leurs côtés Brian, le chien domestique, grandement anthropomorphe, adepte du Martini, et capable de dialoguer comme un humain, bien qu'il soit considéré comme un animal domestique sous certains aspects.
De nombreux autres personnages secondaires apparaissent aux côtés des Griffin dans la série. Ils incluent leurs voisins : l'aviateur hypersexuel Glenn Quagmire ; le facteur Cleveland Brown et son épouse Loretta ; l'agent de police paraplégique Joe Swanson, son épouse Bonnie et leur fille Susie ; le pharmacien névrosé Mort Goldman, son épouse Muriel, et leur fils Neil ; et le vieil éphébophile Herbert. Les présentateurs Tom Tucker et Joyce Kinney, la reporter asiatique Tricia Takanawa et le météorologue Ollie Williams apparaissent également fréquemment dans la série. Les acteurs Adam West et James Woods font leurs propres apparitions dans la série. Afin de donner de la créativité à l'émission, MacFarlane se charge de la plupart des doublages masculins.

## Production

### Origines
Seth MacFarlane conçoit initialement Les Griffin en 1995 pendant ses études d'animation à l'École de design de Rhode Island (RISD). À cette période, il crée une thèse cinématographique intitulée The Life of Larry, soumise par son professeur du RISD à Hanna-Barbera. MacFarlane est engagé par la société. En 1996, MacFarlane crée une suite de The Life of Larry intitulée Larry & Steve, présentant un personnage et senior Larry et un chien à l'intelligence supérieure, Steve ; le court-métrage est diffusé en 1997 dans l'émission World Premiere Toons sur la chaîne Cartoon Network.
Les exécutifs de la Fox s'intéressent aux courts-métrages Larry et engagent MacFarlane pour la création d'une série intitulée Les Griffin, inspirée de ces personnages. La Fox propose à MacFarlane la création d'un court-métrage complet de 15 minutes, ainsi qu'un budget de 50 000 $. Plusieurs aspects des Griffin sont tirés des courts-métrages Larry. En travaillant sur la série, les personnages de Larry et son chien Steve évoluent lentement en Peter et Brian,. MacFarlane explique que la différence entre The Life of Larry et Les Griffin est que « Life of Larry a été montrée pour la première fois dans un dortoir tandis que Les Griffin est diffusée après le Super Bowl. » Après la diffusion du pilote, la série est autorisée pour une continuité. MacFarlane s'inspire de plusieurs sitcoms comme Les Simpson et All in the Family. Les premiers croquis ont été dessinés dans les années 1980 pendant des cartoons que MacFarlane regardait étant petit, comme The Fonz and the Happy Days Gang et Rubik, the Amazing Cube.
La famille Griffin apparaît pour la première fois sur un projet de démonstration de MacFarlane adressé à la Fox le 15 mai 1998. La série Les Griffin devait originellement être lancée sous forme de courts-métrages pour MADtv, mais ne l'est pas faute de budget convenable. MacFarlane note qu'il cherchait alors à le diffuser sur Fox, pensant qu'il s'agirait de la chaine idéale pour une diffusion en primetime. Les Griffin est alors programmée la même année sur Fox en même temps que Les Rois du Texas, mais la diffusion de l'émission reste en suspens, tandis que la série Les Rois du Texas se popularise. Fox commande 13 épisodes des Griffin après une démonstration impressionnante de MacFarlane.

### Producteurs exécutifs
À la suite du lancement de la série, MacFarlane en devient producteur exécutif pendant toute sa durée, et en est également consultant créatif. Les premiers producteurs exécutifs de la série incluent David Zuckerman, Lolee Aries, David Pritchard et Mike Wolf. Les Griffin recense un bon nombre de producteurs exécutifs depuis son lancement, dont Daniel Palladino, Kara Vallow et Danny Smith. David A. Goodman se joint à l'émission comme producteur coexécutif dans la troisième saison, et en devient finalement producteur exécutif. Alex Borstein, qui prête sa voix au personnage de Lois Griffin, devient également productrice exécutive et superviseure des quatrième et cinquième saisons. Le show runner est également indispensable à la direction d'une saison entière de la série.

### Écriture

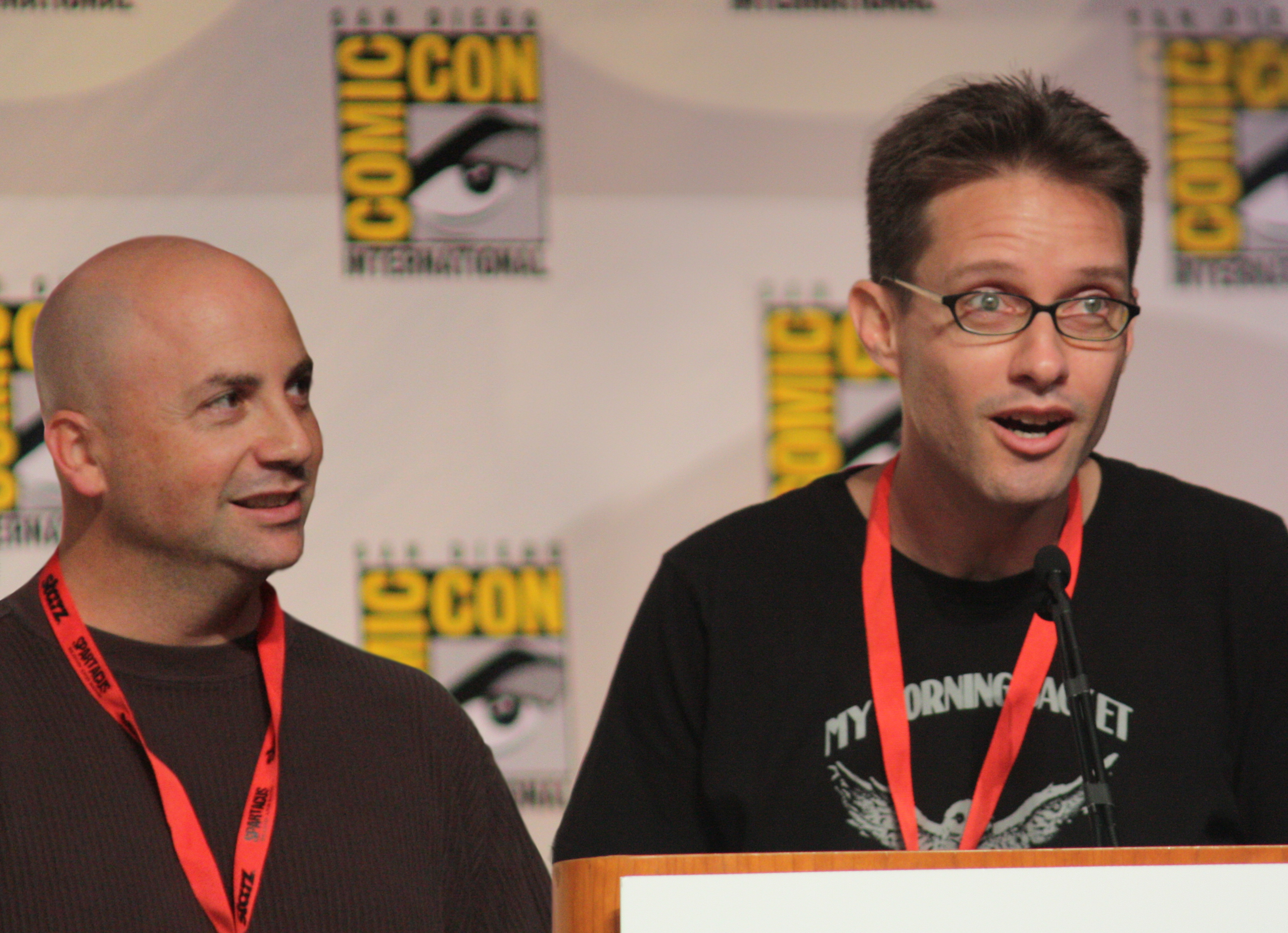
Matt Weitzman (à gauche), ancien scénariste de la série, et Mike Barker (à droite), ancien producteur et scénariste de la série.

La première équipe de scénaristes inclut Chris Sheridan, Danny Smith, Gary Janetti, Ricky Blitt, Neil Goldman, Garrett Donovan, Matt Weitzman et Mike Barker. Le procédé d'écriture pour Les Griffin démarre généralement avec 14 scénaristes qui s'occupent chacun à leur tour du script ; une fois le script terminé, d'autres scénaristes se chargent de sa lecture. Ces scripts impliquent généralement des scènes de gags courts. Ces gags sont écrits par MacFarlane et le reste de l'équipe. MacFarlane explique qu'il faut approximativement 10 mois pour produire un épisode du fait que la série est dessinée à la main. De ce fait, la série parodie rarement ce qui tient de l'actualité. L'écriture initiale ne ciblait pas une série d'animation ; et la majeure partie provient de sitcoms live-action.
MacFarlane explique être fan des séries radios des années 1930 et 1940, en particulier de l'anthologie Suspense , qui la mène à attribuer des titres d'épisode comme Pour qui sonne le gras (Death Has a Shadow) et Le Vice et la verrue (Mind Over Murder). MacFarlane explique que l'équipe abandonne cette idée du fait que les nouveaux épisodes auraient été difficiles à identifier. Pendant les premiers mois de production, les scénaristes ne partageaient qu'un seul bureau, qui leur était prêté par l'équipe de production de la série Les Rois du Texas.
Avec 18 épisodes, Steve Callaghan est le scénariste le plus prolifique de l'équipe Les Griffin. La plupart des anciens scénaristes ont quitté la série afin de participer au scénario d'autres séries à succès. Neil Goldman et Garrett Donovan ont écrit 13 épisodes pour la sitcom diffusée sur NBC, Scrubs, pendant leur huitième année sur la série. Mike Barker et Matt Weitzman quittent la série puis se chargent du scénario pour American Dad! duquel MacFarlane en est co-créateur,. Le 4 novembre 2013, Barker quitte American Dad! après 10 saisons comme producteur et showrunner de la série.
Lors de la grève de la Writers Guild of America de 2007, la production officielle est arrêtée en décembre 2007. Fox continue la production des épisodes sans accord définitif de MacFarlane, qu'il a d'ailleurs qualifié selon ses termes d'« immense coup de pute » dans une interview avec Variety. MacFarlane refusant de travailler sur la série, son contrat avec la Fox le contraint à s'investir sur chaque épisode produit par la chaîne. La production reprend officiellement après la fin de la grève, accompagnée d'une nouvelle diffusion le 17 février 2008. Selon MacFarlane, en 2009, il faut 2 millions de dollars pour créer un épisode des Griffin.

### Débuts et inactivité
La série est officiellement diffusée après le Super Bowl XXXIII sur la chaîne Fox le 31 janvier 1999 avec l'épisode Pour qui sonne le gras (Death Has a Shadow). La série attire 22 millions de téléspectateurs, et génère immédiatement un mauvais accueil du fait de son contenu explicite. La série revient le 11 avril 1999, avec Je n'ai jamais rencontré l'homme mort. Les Griffin parvient à générer une audience suffisante à 20 h 30 sur la Fox le dimanche, entre Les Simpson et X-Files : Aux frontières du réel. À la fin de sa première saison, la série est classée 33e sur l'Échelle de Nielsen, avec 12,8 millions de téléspectateurs. La série est de nouveau lancée sur un horaire différent, le jeudi à 21 h le 23 septembre 1999. Les Griffin est rapidement dépassée en matière d'audience, et enterrée par la série Frasier diffusée sur NBC. Fox retire Les Griffin de sa grille d'horaire permanente, et la lance d'une manière irrégulière. La série revient le 7 mars 2000 à 20 h 30 le mardi, mais elle est constamment dépassée en matière d'audience par le jeu télévisé Who Wants to Be a Millionaire, arrivant à la 114e place sur l'Échelle de Nielsen avec 6,320 millions de téléspectateurs. La Fox annonce l'annulation de la série en 2000, à la fin de sa seconde saison. Cependant, la chaîne annonce à la dernière minute, le 24 juillet 2000, son intention de commander treize nouveaux épisodes des Griffin pour une troisième saison.
La série revient le 8 novembre 2001, encore une fois à une heure de grande écoute : le jeudi soir à 20 h ET. La série lutte alors, en matière d'audience, contre le jeu télévisé Survivor et la série Friends (cette situation est citée dans L'Incroyable Histoire de Stewie Griffin). Pendant la diffusion des deuxième et troisième saisons, la Fox décale constamment les heures de diffusion de la série, et les chiffres d'audience en pâtissent par conséquent. Le 15 mai 2002, Les Griffin n'est plus en diffusion. La Fox annonce peu après la fin de la série.

### Succès culturel et revirement
La Fox tente difficilement de vendre les droits de la série ; Cartoon Network aurait finalement acquis les droits « …pour presque rien », selon le président de 20th Century Fox Television. La série Les Griffin est rediffusée sur Adult Swim le 20 avril 2003 et devient immédiatement une série à succès, augmentant même son audience jusqu'à 239 %,. Les deux premières saisons sont commercialisées en intégralité en DVD en parallèle à sa diffusion sur Adult Swim, et la série en devient un phénomène culte, qui se vend à 400 000 exemplaires en l'espace d'un mois. Les ventes du coffret DVD atteignent 2,2 millions d'exemplaires ; il devient le meilleur DVD rentable d'une série télévisée en 2003 et le second meilleur DVD rentable d'une série télévisée, après la première saison de la série Chappelle's Show diffusée sur Comedy Central. La popularité de la série en DVD et de sa rediffusion intéresse la Fox. Le 20 mai 2004, la Fox commande 35 nouveaux épisodes des Griffin, marquant le premier revirement d'une série télévisée grâce aux ventes de DVD,.
Sueurs tièdes (North by North Quahog), diffusé le 1er mai 2005, est le premier épisode à être diffusé après une longue accalmie. Il est écrit par MacFarlane et réalisé par Peter Shin. MacFarlane pensait que ces trois années d'inactivité seraient bénéfiques à la série, et explique qu'après trois saisons, « on voit beaucoup de blagues sur le sexe et sur les incapacités sexuelles, et les signes d'une équipe de production épuisée ». Avec Sueurs tièdes, les scénaristes tentent de garder la série « exactement comme elle était » avant son inactivité. L'épisode est regardé par 11,85 millions de téléspectateurs américains, le meilleur chiffre depuis l'épisode Brian, portrait d'un chien (première saison).

### Poursuites judiciaires
En mars 2007, l'actrice Carol Burnett mène une action en justice de 6 millions $ contre 20th Century-Fox, clamant que l'un des personnages qu'elle jouait aurait été plagié. Elle rapporte une atteinte aux droits d'auteur et le non-respect de la Fox concernant ses droits publicitaires,,. Le 4 juin 2007, le juge Dean D. Pregerson rejette cette poursuite, expliquant que la parodie n'est pas une infraction au Premier amendement, et citant l'affaire Hustler Magazine v. Falwell comme exemple.
Le 3 octobre 2007, Bourne Co. Music Publishers mène une action en justice contre la série pour atteinte aux droits d'auteur de la chanson Quand on prie la bonne étoile, reprise dans une parodie intitulée I Need a Jew apparaissant dans l'épisode L'argent ne fait pas le rôdeur (When You Wish Upon a Weinstein). Bourne Co., l'unique détenteur des droits de la chanson, accuse également l'inclusion de paroles antisémites. Cette affaire implique 20th Century Fox Film Corp., Fox Broadcasting Co., Cartoon Network, MacFarlane et Murphy ; l'affaire visait à arrêter la distribution de la série et à verser des dédommagements non-spécifiés. Bourne soutient que I Need a Jew utilise la mélodie de When You Wish Upon a Star sans plus ample commentaire sur la chanson,. Le 16 mars 2009, le verdict de la juge Deborah Batts tombe ; celle-ci explique que Les Griffin n'auraient en aucun cas porté atteinte aux droits de Bourne lors de son utilisation parodique pour un épisode.
En décembre 2007, la série est de nouveau accusée d'infraction aux droits d'auteurs lorsque l'acteur Art Metrano mène une action en justice pour une scène aperçue dans L'Incroyable Histoire de Stewie Griffin. 20th Century Fox, MacFarlane, Callaghan et Borstein sont impliqués dans l'affaire. En juillet 2009, le juge de la cour fédérale de district rejette la demande de non-lieu de la Fox, arguant que les trois premiers facteurs pris en compte, à savoir l'objectif et la nature de l'utilisation, la nature de l'œuvre visée par l'infraction, et la quantité et le caractère substantiel de la partie de l'œuvre utilisée, étaient en faveur de Metrano, tandis que le quatrième facteur, l'impact économique, nécessitait une enquête plus approfondie. L'affaire est alors rejetée, il ne s'agissait en effet que d'une référence entre Jésus et ses disciples. L'affaire est officiellement réglée en 2010 avec des termes non divulgués.

### Road to(Route pour)
Road to (VO), Route pour… (VF), sont des épisodes qui surviennent une fois par saison, mettant en scène Brian et Stewie dans des aventures. Le premier épisode est diffusé au cours de la saison 2, avec l'épisode L'opticien à sa mémère (Road to Rhode Island), diffusé le 30 mai 2000. Ces épisodes contiennent des numéros musicaux, similaires aux Road Film, ainsi que des parodies de science-fiction.
L'idée originale des Road to, est venue, selon Seth MacFarlane, des comédies musicales de Bing Crosby. Le premier épisode est réalisé par Dan Povenmire, scénariste des Road to, jusqu'à l'épisode Road to Rupert, Povenmire quitte la série pour se consacrer à sa série Phinéas et Ferb. Greg Colton prend alors la relève, au départ de Povenmire. Devenu récurrent au fil des saisons, le Road to est en général salué par beaucoup de fans, grâce à la relation qu'entretiennent Stewie et Brian au cours de ces épisodes.

### Gags
Les Griffin utilise souvent la technique cinématographique du plan de coupe, destiné dans la série à produire des effets comiques. On peut rencontrer cet effet dans de nombreux épisodes. La sitcom utilise la plupart du temps des gags qui font référence à la culture actuelle ou à des icônes de la culture moderne.
La saison 1 ne possédait qu'un sujet, un gag mettait en scène à chaque épisode Stewie qui préparait un plan diabolique afin d'assassiner sa mère. Cependant, au fil des épisodes, il s'assagit, et les tentatives de meurtres contre sa mère deviennent rares. Les scénaristes ont supprimé cette idée « et décidèrent de lui trouver une autre personnalité ». Les Griffin ne manque pas également de briser le quatrième mur et de s'adresser directement aux téléspectateurs. Dans Sueurs tièdes (premier épisode après l'arrêt de la série), Peter dit à sa famille que la série Les Griffinest annulée, car la chaîne a plusieurs autres émissions dans son calendrier.
La plupart des personnages principaux, comme secondaires, ont leurs expressions, tel que le « Giggity Giggity la goo », qu'utilise Quagmire quand il voit une belle femme, qu'il la courtise ou qu'il veut lui faire l'amour. Pour Peter, on peut citer Shut Up Meg !, Meg étant la tête de turc de sa famille, en particulier de son père qui la ridiculise et la rabaisse, ou Freakin Sweet, et pour Joe, « Bring it on ! ». Néanmoins, au fil des saisons, ces expressions sont désormais rarement réutilisées.

## Diffusion
La série Les Griffin est diffusée depuis le 31 janvier 1999 sur le réseau Fox aux États-Unis. En France, les premières saisons sont diffusées le 9 juillet 2000 sur Canal+. Avec le succès en France de la série en 2007, les chaînes Paris Première et NT1 les rediffusèrent entre 2008 et 2009. Par la suite, la diffusion en France s'arrêta laissant la saison 6 et 7 inédites. À partir du 3 septembre 2014, la chaîne AB1 rediffusa la série avec les saisons 6 et 7 inédites. Les saisons 8 à 12 sont, quant à elles, mises en ligne sur Netflix France dès le 1er janvier 2015 jusqu'à la saison 18 en janvier 2021. Les saisons sont disponibles jusqu'au 31 décembre 2021 sur Netflix avant d'être définitivement retirées. MCM diffusa les saisons 8 à 12 dès le 24 août 2015, la chaîne continua à diffuser par la suite les saisons inédites.
Depuis le 1er octobre 2018, MCM diffuse un épisode inédit en version originale sous-titrée en français un jour après sa première diffusion aux États-Unis soit en US +24.
Dans les pays francophones, la série est disponible sur Disney+ dans la rubrique Star depuis le 23 février 2021. La série est diffusée au Québec du 7 janvier 2003 jusqu'en mars 2007 sur Télétoon en version française, et est diffusée dès le 14 octobre 2010 avec le doublage québécois (en joual) commençant avec le quatrième épisode de la huitième saison laissant les sept premières saisons non-doublées. En Belgique, elle était diffusée sur La Deux, au Maroc sur 2M[réf. nécessaire], et en Tunisie sur Hannibal TV.

## Distribution

### Voix originales
| Voix originales | Voix originales                                                                           | Voix originales                                   | Voix originales | Voix originales                                                |
| --- | ----------------------------------------------------------------------------------------- | ------------------------------------------------- | --------------- | -------------------------------------------------------------- |
| |                                                                                           |                                                   |                 |                                                                |
| Seth MacFarlane | Alex Borstein                                                                             | Seth Green                                        | Mila Kunis      | Mike Henry                                                     |
| Peter Griffin, Stewie Griffin, Brian Griffin, Glenn Quagmire, Tom Tucker, Carter Pewterschmidt, le juge, le docteur, voix additionnelles. | Lois Griffin, Loretta Brown, Barbara Pewterschmidt, Tricia Takanawa, voix additionnelles. | Chris Griffin, Neil Goldman, voix additionnelles. | Meg Griffin.    | Cleveland Brown (jusqu'en 2020), Herbert, voix additionnelles. |

### Voix françaises
- Michel Dodane : Peter Griffin, Brian Griffin, Mickey McFinnigan, Vinny, Jackie Gleason
- Maïk Darah : Loïs Griffin, Tricia Takanawa, Loretta Brown, voix additionnelles
- Christophe Lemoine : Chris Griffin,voix additionnelles (saison 1 à saison 8, épisode 11)
- Luc Boulad : Chris Griffin, voix additionnelles (depuis la saison 8, épisode 12)
- Arthur Pestel : Chris Griffin (voix de remplacement, Saison 8, épisodes 20 et 21)
- Yann Le Madic : Stewie Griffin, voix additionnelles
- Virginie Ledieu : Meg Griffin, la plupart des voix féminines, voix additionnelles
- Aurélia Bruno : Meg Griffin (L'incroyable Histoire De Stewie Griffin)
- Patrice Dozier : Glenn Quagmire, Tom Tucker, John Herbert, Adam West, Mort Goldman et Neil Goldman, voix additionnelles
- Gérard Surugue : Cleveland Brown (saison 1, puis depuis saison 4), Carter Pewtershmidt, Glenn Quagmire(saison 1 épisode 1), voix additionnelles
- Guillaume Orsat : Cleveland Brown (saison 2)
- Jérôme Rebbot : Cleveland Brown (saison 3)
- Lionel Henry : Cleveland Brown (saison 3, voix de remplacement)
- Mathieu Buscatto : Joe Swanson, voix additionnelles
- Benoît Du Pac : Jérôme, voix additionnelles
- Edwige Lemoine : Fran

Studio de doublage : SoFI (saisons 1 à 7) - Cinephase (saison 8 à 21) - Dubbing Brothers (depuis la saison 22)

### Voix québécoises
- Daniel Picard : Peter Griffin
- Aline Pinsonneault : Loïs Griffin, Diane Simmons
- Alexandre Fortin : Chris Griffin
- Frédéric Desager : Stewie Griffin, Mort Goldman
- Émilie Bibeau : Meg Griffin
- Tristan Harvey : Brian Griffin
- Jean-François Beaupré : Glenn Quagmire
- Christine Séguin : Bonnie Swanson
- Patrick Chouinard : Adam West, Joe Swanson
- Widemir Normil puis Didier Lucien : Jérôme
- Denis Roy : Cleveland Brown, Principal Shepherd
- Pascale Montreuil : Donna Tubbs-Brown, Ruth
- David Laurin : Doug
- Charles Préfontaine : Bert
- Aurélie Morgane : Patty

 Source et légende : version québécoise (VQ) sur Doublage.qc.ca

## Distinctions
Les Griffin sont nommés pour treize Emmy Awards, avec cinq récompenses. MacFarlane a remporté en 2000 un Emmy awards pour son interprétation en tant que Stewie, Murphy et MacFarlane ont remporté la Oustanding Voice-Over performance pour les musiques et paroles de You've Got a lat to see, de l'épisode Brian Bave, peter trinque. Steven Fonti remporte le Oustanding achievement individual pour l'épisode Le bal des délits blancs, et Greg Colton remporte le oustanding achievement individual pour son storyboard dans l'épisode Le Monde à l'envers. L'émission est nommée pour onze Annie Awards, et le remporte trois fois, deux fois en 2006, et une fois en 2008. 
En 2009, la série est nommée lors de la 61e cérémonie des Emmy awards, devenant la première, depuis les Pierreafeu en 1961. Les Simpson sont presque nommés en 1993. En 2011, les Griffin sont nommés pour un Grammy. Les Griffin sont notamment nommés dans d'autres catégories tels que des Teen choice Awards et des peoples Choice Awards. Dans le no 1000 du Entraînement Weekly, Brian Griffin est élu comme le chien de The Perfect family TV. Assistant Magazine classe Stewie 95e plus grand méchant de tous les temps. IGN classe les Griffin au numéro six dans le Top 100 des « 25 meilleures séries animées en Prime-Time de tous les temps ». En 2005, les téléspectateurs de la chaîne de télévision britannique Channel 4, ont voté pour les Griffin, dans leur top 100 des 100 plus grands dessins animés. Brian a reçu le stoner de l'année par High Times pour l'épisode 420, première fois qu'un personnage animé reçoit cet honneur. En 2007, le TV Guide Magazine classe les Griffin dans leur top 15 des émissions cultes jamais diffusées.

## Comparaisons

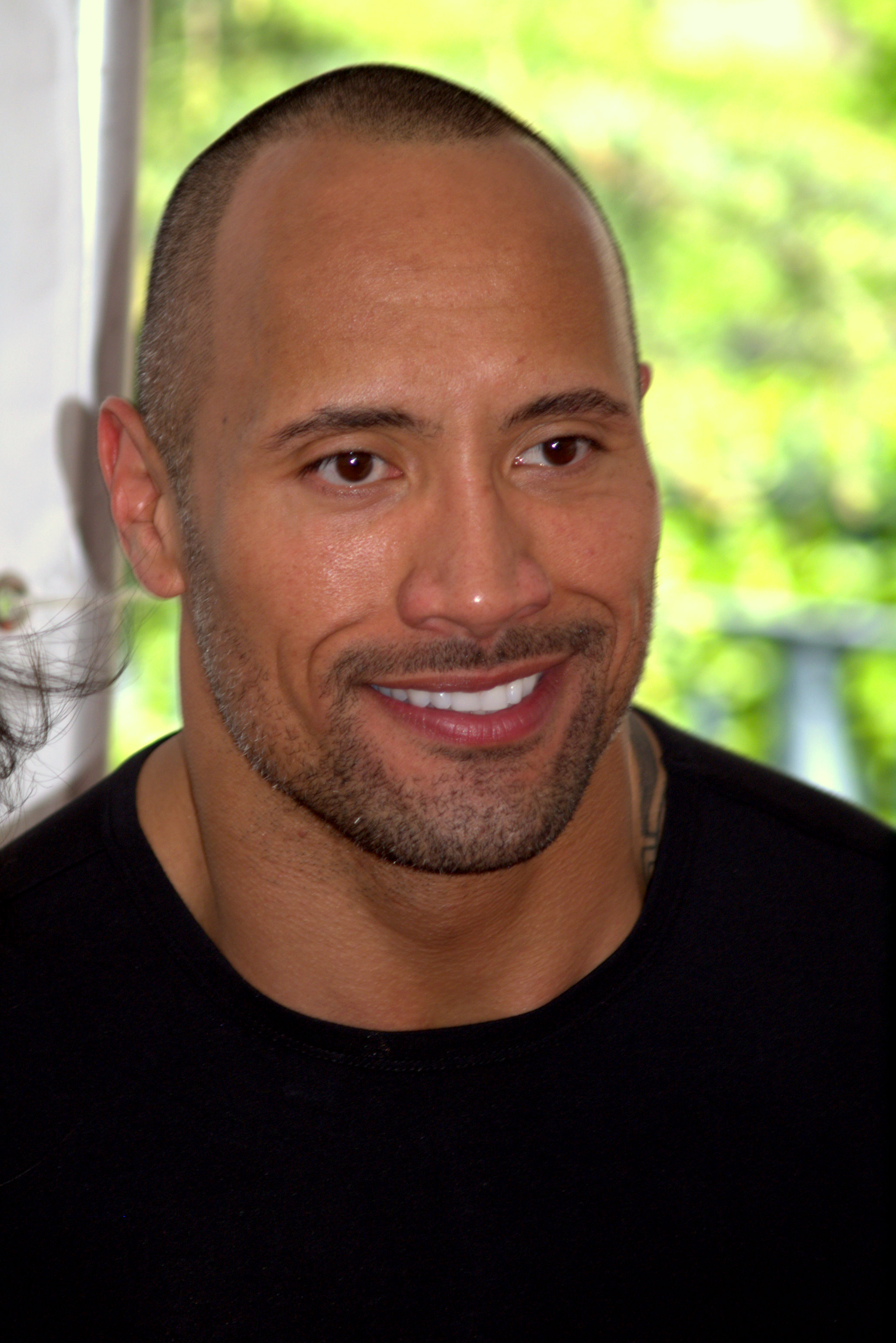
Dwayne Johnson, l'une des célébrités classées comme fan de la série.

- Certains épisodes des Simpson (comme Vendetta, le huitième épisode de la 17e saison) se moquent des plagiats commis par les auteurs de la série Les Griffin. Cela étant dit, la rivalité entre les Simpson et les Griffin reste bon enfant. Matt Groening expliqua d'ailleurs que Les Griffin s'étaient démarqués et avaient trouvé leur style depuis longtemps. Les deux créateurs éprouvent par ailleurs un grand respect mutuel[64], d'autant que Seth Mac Farlane, le créateur des Griffin, a participé à la réalisation du quatrième film de Futurama, l'autre série de Matt Groening.
- Dans l'épisode crossover The Simpsons Guy les personnages Homer Simpson (des Simpson) et Peter Griffin (de Les Griffin) débâtent sur le sujet du plagiat entre les deux séries en comparant la bière Duff et la Pawtucket Patriot Ale. Dans cette scène, la bière des Griffin est selon Homer Simpson une pâle copie de la Duff des Simpson, alors que pour Peter Griffin, elle en est simplement inspirée et a pris une autre direction.

Dans l'épisode Missionnaire impossible des Simpson, lorsque Homer est bloqué sur une île, une femme fait une critique des Griffin. Dans un épisode Horror Show de la saison 14 de la série les Simpson, le clone d'Homer est une caricature de Peter Griffin. Dans une entrevue pour le film Fée malgré lui paru en 2010, Dwayne Johnson (image ci-dessus) se dit être fan des Griffin. La chanteuse de pop de la Barbade Rihanna est également fan de la série.

## Crossovers avec d'autres séries
Les Griffin fait de très nombreuses références à de nombreuses séries et films. L'épisode 19 de la saison 8 est un crossover avec The Cleveland Show. Le personnage de Bender issu de la série Futurama y apparaît également. Dans le 18e épisode de la saison 9, on aperçoit trois personnages d'American Dad!, à savoir Roger, Klaus Heissler, ainsi que le sous directeur Bullock de la CIA dans l'Enterprise, vaisseau mythique de la saga Star Trek. L'épisode est par ailleurs une parodie du sixième film de la saga Star Wars, Le Retour du Jedi.
Dans l'épisode 16 de la saison 10, Killer Queen, on peut apercevoir, dans le camp d'amaigrissement, Barry, l'ami de Steve Smith d'American Dad!. On peut noter[style à revoir] aussi qu'on aperçoit de temps en temps dans les publics avec des enfants, etc., un enfant avec des lunettes faisant penser à Steve Smith. Quoi qu'il en soit les apparitions parfois furtives et très discrètes des personnages d'American Dad et autres série sont récurrentes. Le premier épisode de la saison treize est un crossover de 45 minutes entre Les Griffin et Les Simpson.

## DVD

### Coffrets des saisons
En France, seuls les coffrets des 5 premières saisons sont sortis en DVD. Ils ont été réédités par la suite sous le nom original Family Guy, les coffrets Saison 6 à 9 sont sortis par la suite en Belgique incluant la piste audio français. Les coffrets comportent l'erreur de la mention « saison » alors qu'en réalité les coffrets regroupent pour la plupart une moitié de saison ainsi que la moitié de la saison suivante (le coffret Saison 9 se finit avec l'épisode 8 de la Saison 8). À noter que sur les DVD américains, il est mentionné Volume et non Season.
| Coffret  | Saison/épisode                                                                                                   | Durée    | Nombre de disques | Sortie DVD                                   |
| -------- | --- | -------- | ----------------- | -------------------------------------------- |
| Saison 1 | Saison 1 : toute la saison. Saison 2 : épisode 1, 2, 5, 6, 7, 9 et 10.                                           | 280 min. | 2                 | 8 décembre 2004 12 novembre 2009 (réédition) |
| Saison 2 | Saison 2 : épisode 3, 4, 8, 11 jusqu’à 21. Saison 3 : épisode 22.                                                | 300 min. | 2                 | 8 décembre 2004 12 novembre 2009 (réédition) |
| Saison 3 | Saison 3 : toute la saison sauf l'épisode 22.                                                                    | 200 min. | 3                 | 23 août 2006 12 novembre 2009 (réédition)    |
| Saison 4 | Saison 4 : épisode 1 à 13.                                                                                       | 273 min. | 3                 | 12 novembre 2009                             |
| Saison 5 | Saison 4 : épisode 14 à 27. (Les épisodes 28 à 30 en DVD seul L'Incroyable Histoire de Stewie Griffin).          | 308 min. | 3                 | 23 juin 2010                                 |
| Saison 6 | Saison 5 : épisode 1-13.                                                                                         | 264 min. | 3                 | 25 mai 2011                                  |
| Saison 7 | Saison 5 : épisode 14 à 18. Saison 6 : épisode 2-8 (Épisode 1 en DVD seul Les Griffin présentent: Blue Harvest). | 352 min. | 3                 | 7 septembre 2011                             |
| Saison 8 | Saison 6 : épisode 9 à 12. Saison 7 : épisode 1 à 9.                                                             | 490 min. | 3                 | 25 janvier 2012                              |
| Saison 9 | Saison 7 : épisode 10 à 16. Saison 8 : épisode 1 à 8.                                                            | 400 min. | 3                 | 23 mai 2012                                  |

### Films
| Titre original                             | Titre français                                                          | Titre québécois                             | Commentaire | Durée   | Sortie DVD                                                       |
| ------------------------------------------ | ----------------------------------------------------------------------- | ------------------------------------------- | --- | ------- | ---------------------------------------------------------------- |
| Stewie Griffin: The Untold Story           | L'Incroyable histoire de Stewie Griffin - Le Bébé maléfique se met à nu | -                                           | Épisode 28, 29 et 30 de la Saison 4 regroupés avec une introduction et une conclusion.                                                                     | 84 min. | 7 décembre 2005 27 septembre 2005                                |
| Blue Harvest                               | L'équerre des étoiles Les Griffin présentent: Blue Harvest (Titre DVD)  | -                                           | Épisode 1 de la Saison 6. Parodie de Star Wars, épisode IV : Un nouvel espoir.                                                                             | 45 min. | 2 avril 2008 15 janvier 2008                                     |
| Something, Something, Something, Dark Side | Blue Harvest, la totale                                                 | Kek chose, kek chose, kek chose côté obscur | Épisode 20 de la Saison 8. Parodie de Star Wars, épisode V : L'Empire contre-attaque. Aucun des comédiens français originaux n'ont repris leur personnage. | 55 min. | 26 décembre 2009 (contenant la piste française) 22 décembre 2009 |
| It's a Trap!                               | C'est un piège!                                                         | C'est un piège!                             | Épisode 18 de la Saison 9. Parodie de Star Wars, épisode VI : Le Retour du Jedi. Les comédiens français originaux ont repris leur personnage.              | 56 min. | 27 décembre 2010 (contenant la piste française) 21 décembre 2010 |

Note : Les films Something, Something, Something, Dark Side et It's a Trap! sont sortis en DVD en Zone 2 (Europe) mais jamais en France, ils contiennent néanmoins la piste française.

## Jeux vidéo
- Les Griffin, le jeu vidéo - (2006, éditeur : 2K Games, développeur : High Voltage Software sur Xbox, PlayStation 2 PlayStation Portable)
- Family Guy: Uncensored - (2009, éditeur : Glu Mobile, développeur : Glu Mobile sur iOS)
- Family Guy: Time Warped - (2010, éditeur : Glu Mobile, développeur : Glu Mobile sur iOS)
- Family Guy: Online - (2012, éditeur : 20th Century Fox Video Games, développeur : Roundhouse Interactive sur Navigateur)
- Family Guy: Back to the Multiverse - (2012, éditeur : Activision, développeur : Heavy Iron Studios sur Xbox 360, Windows PS3)
- Family Guy : À la recherche des trucs - (2014, éditeur : Fox Digital Entertainment, développeur : TinyCo sur iOS, Android)
- Family Guy : Another Freakin' Mobile Game - (2017, développeur : Jam City, Inc. sur iOS, Android)

## Jeux
- Family Guy: Pinball - (2007, fabricant : Stern Pinball, développeur : 20th Century Fox sur flipper)